# Johannes Höhn
Johannes Höhn (* 15. April 1889 in Rosenberg; †  im 20. Jahrhundert) war ein deutscher Politiker (Zentrum) in Danzig.
Johannes Höhn war Hofbesitzer. 1928 bis 1939 gehörte er für seine Partei, die Zentrumspartei, dem Volkstag also dem Landtag der Freien Stadt Danzig an. 1937 wurde versucht, ihn unter Androhung des Ausschlusses aus der Landesbauernkammer zu einem Übertritt zur NSDAP zu bewegen. Angeblich wurde ihm auch eine Belohnung in Höhe von 10.000 Danziger Gulden bei Übertritt in die NSDAP in Aussicht gestellt.